# Mario Giovanni Spotti
Mario Giovanni Spotti (San Benedetto Po, 7 agosto 1902 – 17 luglio 1942) è stato un militare italiano, insignito della medaglia d'oro al valor militare alla memoria nel corso della seconda guerra mondiale.

## Biografia
Nacque a San Benedetto Po, provincia di Mantova, il 7 agosto 1902, figlio di Cesare. 
Animoso giovane, nel 1919, all'età di sedici anni tentò di raggiungere Fiume per unirsi ai legionari di Gabriele D'Annunzio. Riconsegnato alla famiglia, terminò gli studi conseguendo il diploma di ragioniere. Nel novembre 1922 venne ammesso a frequentare il corso allievi ufficiali di complemento dell'arma di cavalleria presso il Corpo d'armata di Milano, e nel luglio 1923 venne promosso sottotenente assegnato al Reggimento "Cavalleggeri di Saluzzo" (12º). Congedatosi nel 1924 si trasferì a Torino dove si dedicò alla vita politica, raggiungendo un posto preminente nel campo cooperativistico. Promosso tenente nel 1932, all'atto dell'entrata in guerra del Regno d'Italia, avvenuta il 10 giugno 1940, rinunziò all'esonero previsto in relazione alle importanti mansioni ricoperte e chiese ripetutamente di essere richiamato in servizio attivo. Accolta la sua richiesta fu destinato al Reggimento "Lancieri di Novara" (5º), che raggiunse in Unione Sovietica nel luglio 1942 assumendo il comando del 2º Squadrone, in assenza dell'ufficiale titolare. Cadde in combattimento a Jagodnyi, nel corso della prima battaglia difensiva del Don, il 22 agosto 1942 e fu insignito della medaglia d'oro al valor militare alla memoria.

### Fonti
1. 1 2 3 4 5 6 7  Combattenti Liberazione.
2. 1 2 3  Gruppo Medaglie d'Oro al Valor Militare 1965, p. 70.
3. ↑   Medaglia d'oro al valor militare Spotti, Mario Giovanni, su quirinale.it, Quirinale. URL consultato l'11 luglio 2021.